# Guerres ottomanes en Europe

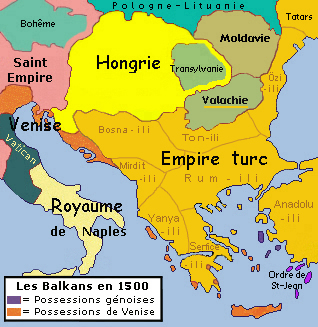
Situation géopolitique dans les Balkans en 1500.

Les guerres ottomanes en Europe sont les guerres qui, après la chute de Constantinople (1453), ont opposé l’Empire ottoman en expansion au nord et à l'ouest, à l’Europe chrétienne du XIVe siècle au XVIIIe siècle.
Les principaux adversaires des Ottomans furent d'abord la république de Venise, le Saint-Empire romain germanique, et la Pologne-Lituanie ; s'y ajouta la Russie vers la fin du XVIIe siècle. Même les principautés chrétiennes tributaires de la « Sublime Porte » (Transylvanie hongroise et principautés roumaines de Moldavie et Valachie) se dressèrent parfois contre leur suzeraine. Au contraire, des puissances comme la France, la Suède et la Prusse s'alliaient sporadiquement avec la Sublime Porte, et au cours du XVIIe siècle, la Pologne-Lituanie fut temporairement alliée au Khanat des Tatars de Crimée. Enfin au XVIIIe siècle, des patriotes polonais cherchèrent à faire alliance avec les Ottomans.

## Expansion

### Premières conquêtes sur l'Empire byzantin (1346-1356)
Même si les Ottomans multiplient les incursions les long des côtes grecques depuis la fin du XIIIe siècle, la conquête de l'Europe débute réellement avec l'invasion progressive des Balkans pendant la seconde moitié du XIVe siècle. Durant cette période, l'Empire byzantin, longtemps la seule puissance d'Europe orientale à résister aux Ottomans pendant le Moyen Âge, n'est plus que l'ombre de lui-même et s’affaiblit de plus en plus au fil du temps. Ainsi, au cours de la guerre civile qui secoue l'Empire, le prétendant byzantin Jean VI Cantacuzène marie sa fille en 1346 au bey ottoman Orhan.
En 1354, les Ottomans prennent le contrôle de Gallipoli, leur donnant ainsi une base arrière pour de futures opérations militaires en Thrace. En l'espace d'une décennie, l'essentiel de la Thrace orientale tombe ainsi entre leurs mains, Orhan Ier colonisant massivement la région avec des membres des tribus turques. Ces possessions, coupant Byzance de tous ses débouchés européens les plus proches, constituent un atout stratégique décisif. Le contrôle des voies de communication continentales en Thrace isole aussi Byzance, qui perd ainsi contact avec des alliés potentiels dans les Balkans. Jean V Paléologue doit reconnaître la perte des territoires par traité en 1356. Mourad Ier succède à Orhan vers 1360.

### Conquête des Balkans (1356-1402)
La perte temporaire de Gallipoli par les Ottomans entre 1366 et 1376 bloque Mourad en Anatolie. Les Turcs présents en Thrace, sous l'autorité plus ou moins théorique des Ottomans, remportent cependant des succès, face à des adversaires dont les empires respectifs se sont disloqués en principautés rivales sous le coup de mouvements séparatistes. Andrinople est prise à une date incertaine (entre 1361 et 1371), et les Serbes qui cherchent à les expulser d'Europe sont battus à la bataille de la Maritsa en 1371, ce qui permet aux Ottomans de vassaliser par la suite une partie des multiples souverains serbes et bulgares.
Probablement après 1377, Mourad transfère sa capitale à Édirne (Andrinople) aux dépens de Bursa, marquant ses desseins d’expansion en Europe. Les différentes principautés serbes, bulgares et albanaises sont progressivement vassalisées puis parfois conquises par Mourad et son successeur Bayezid Ier (batailles de Kosovo, Nicopolis, etc.).
L’invasion de Tamerlan en Anatolie et l’interrègne ottoman donnent un répit aux voisins des Ottomans, dont certains reprennent leur indépendance.

### Reprise des conquêtes (1430-1478)

La Méditerranée orientale en 1450 : en rouge, Empire byzantin ; en bleu, possessions de Venise ; en jaune, les États latins ; en violet, possessions de Gênes.

La victoire de Mehmed Ier sur ses rivaux permet aux Ottomans de reprendre leur politique d'expansion en Europe. Sous son règne et celui de ses successeurs, la quasi-totalité des Balkans passe sous contrôle ottoman direct : conquête de Thessalonique (1430), Bataille de Kosovo, prise de Constantinople (1453), annexion formelle des despotats de Serbie, de Morée (1460), puis de la Bosnie (1463).
Autour de la mer Noire, les comptoirs génois d'Amastris en Asie mineure, de Constanza, San Giorgio, Barilla, Caladda et Montecastro autour des bouches du Danube, et de Gazarie en Crimée et autour du détroit de Vosporo, passent sous la tutelle ottomane en 1475-78, avec l'aide du khanat de Crimée.

### Affrontements avec les principautés danubiennes et la Pologne-Lituanie
Après ses victoires dans les Balkans : bataille de Kosovo Polje, bataille de Nicopolis et prise de Constantinople (1453), l’Empire ottoman fortifie sa frontière européenne sur le Danube et se lance avec des succès divers à la conquête des États chrétiens situés au nord (rive gauche) du fleuve : principautés danubiennes de Valachie et Moldavie, et république des Deux Nations fédérant par l'union de Lublin le royaume de Pologne et le grand-duché de Lituanie. Ces États résistent, négocient, composent avec l'expansionnisme ottoman qui se sert souvent, dans cette lutte, de ses alliés tatars du khanat de Crimée pour les prendre à revers. En fin de compte, les Sultans ottomans parviennent à leur arracher temporairement des territoires (comme les re'ayas de Giurgiu, Brăila, Boudjak, Otchak et même brièvement la Podolie et la citadelle de Hotin) mais pas à les transformer en provinces de l'Empire ottoman, contrairement à ce que figurent par erreur beaucoup de cartes modernes. En revanche, entre deux batailles, il astreint les deux principautés danubiennes, et ensuite la principauté de Transylvanie après la conquête de la Hongrie à lui verser un tribut. Les trois principautés carpato-danubiennes deviennent ainsi au XVe siècle des États tributaires des Ottomans, après avoir été vassales de la Hongrie et de la Pologne.

### Affrontements avec les Vénitiens et l'ordre de Saint-Jean de Jérusalem
Les Ottomans étaient devenus maîtres de toute la Grèce continentale, mais quelques îles du sud de la Méditerranée leur échappent encore pendant quelques décennies. Venise, qui, depuis des décennies, cherche par divers coups de main à conforter son influence en mer Égée, doit ménager ses relations commerciales avec la Sublime Porte. Rhodes est prise par les Ottomans en 1522 à l'ordre de Saint-Jean de Jérusalem, Chypre aux Vénitiens en 1571 et la Crète est contrôlée par les Vénitiens jusqu'en 1669. Les Hospitaliers se replient sur Malte où ils repoussent les Ottomans lors du Grand Siège de 1565. En marge de la grande guerre, les raids de corsaires se poursuivent sans interruption jusqu'au XVIIIe siècle, Barbaresques du côté musulman et ordre de Saint-Jean de Jérusalem du côté chrétien.

### La conquête de la Hongrie

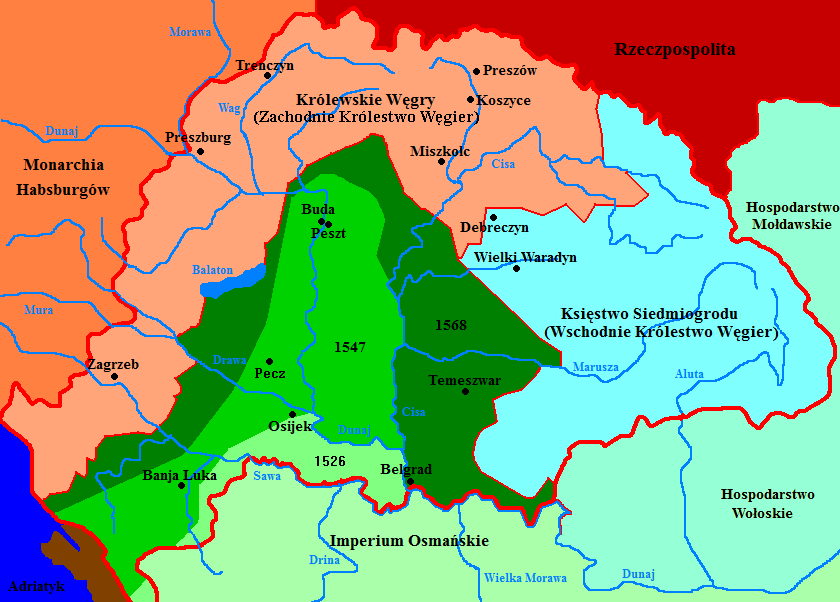
Conquêtes ottomanes en Hongrie entre 1526 et 1568 (en vert) ; la Hongrie occidentale (« Hongrie royale ») passe aux Habsbourg (en orange), tandis qu'en Hongrie orientale un état hongrois, la Transylvanie (en bleu) acquiert un statut international au traité de Spire.

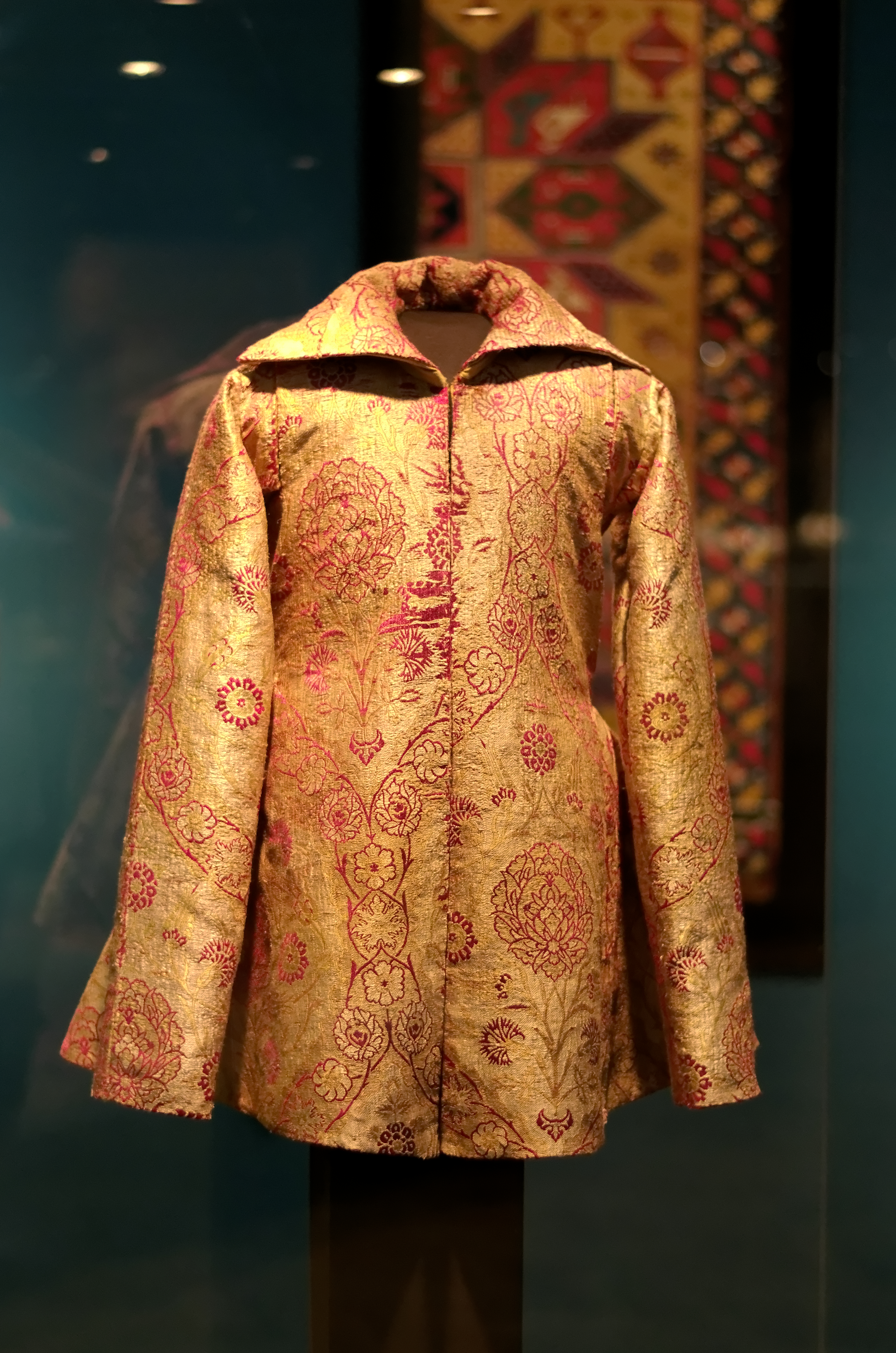
Manteau en soie turc (XVIe siècle) (trésor de la famille Estherazy)

Avec sa victoire de Mohács sur la Hongrie, l’Empire ottoman ne cache plus son ambition de s’étendre en Europe centrale. La Hongrie, en proie aux troubles intérieurs dus à la rivalité qui oppose Ferdinand Ier et Jean Ier Zápolyia, se révèle une proie tentante pour le Grand Turc. L'armée ottomane, appuyée par le prétendant Jean Ier, s'abat sur Presbourg, puis se dirige sur Vienne. Le siège de Vienne, au début du mois d'octobre 1529, est un échec mais n'entame pas l'ambition du sultan. Désormais, la menace d'invasion est permanente et Charles Quint déploie tout au long de son règne une stratégie de défense active sur la frontière de la Hongrie : en 1530, il affronte les Ottomans à plusieurs reprises dans cette région[réf. nécessaire]. Il ne s'agit pas seulement pour lui de vaincre des Infidèles, mais aussi d'obtenir la couronne de Hongrie[réf. nécessaire]. Il conclut en 1532 la paix de Nuremberg avec les princes protestants d'Allemagne, obligeant Soliman Ier, qui campe aux frontières du Saint-Empire avec son armée, à se replier sans combattre. Le 23 juillet 1533, l'empereur conclut un traité de paix avec les Ottomans, et un armistice avec Jean Ier Zápolyia. Les Ottomans reprennent les hostilités dès 1537 et défont l'armée du roi Ferdinand aux frontières de la Slovénie. L'année suivante, Jean Zápolyia signe avec l'empereur un nouvel armistice. En 1541, les Ottomans s'emparent de Buda et occupent militairement toute la Hongrie et une partie de la Croatie. En 1544, ils prennent la ville de Kraljeva Velika, base arrière pour leurs attaques contre Zagreb. Soliman, alors âgé de plus de 71 ans, tente encore en 1566 une campagne en Hongrie, mais meurt au siège de Szigetvár le 7 septembre 1566.
Le fardeau de la guerre défensive des Européens, assumé jusqu'en 1525 par le Royaume de Hongrie et les principautés danubiennes, passe au Saint-Empire qui crée en particulier une marche militarisée en Croatie, occupée par des milices paysannes de pandoures.

### Combats outre-mer
La confrontation entre les États chrétiens d'Europe et l’Empire ottoman s'étendait désormais à trois continents. Outre les Balkans, l’Italie, où dès 1480 une armée ottomane s'était emparée d'Otrante, était disputée. Les barbaresques, vassaux des Ottomans, menèrent tout au long du XVIe siècle une série de pillages contre les comptoirs espagnols et italiens. Pour cette raison même, l'Espagne des Habsbourg entreprit plusieurs campagnes militaires contre l’Empire ottoman et ses vassaux d’Afrique du Nord, enlevant notamment Tunis (1535) ; le Siège d'Alger (1541) échoua. Les possessions du Royaume du Portugal aux Indes firent de l'Asie un nouveau théâtre d'opération. Depuis leurs comptoirs de la côte occidentale des Indes, les Portugais lancèrent divers raids contre les ports d'Arabie. En rétorsion, les Ottomans attaquèrent Diu en 1538. En 1550, les Portugais portaient leurs assauts jusqu’à Bassorah en Mésopotamie.

## De l'équilibre au déclin

### Un coup d'arrêt: Lépante

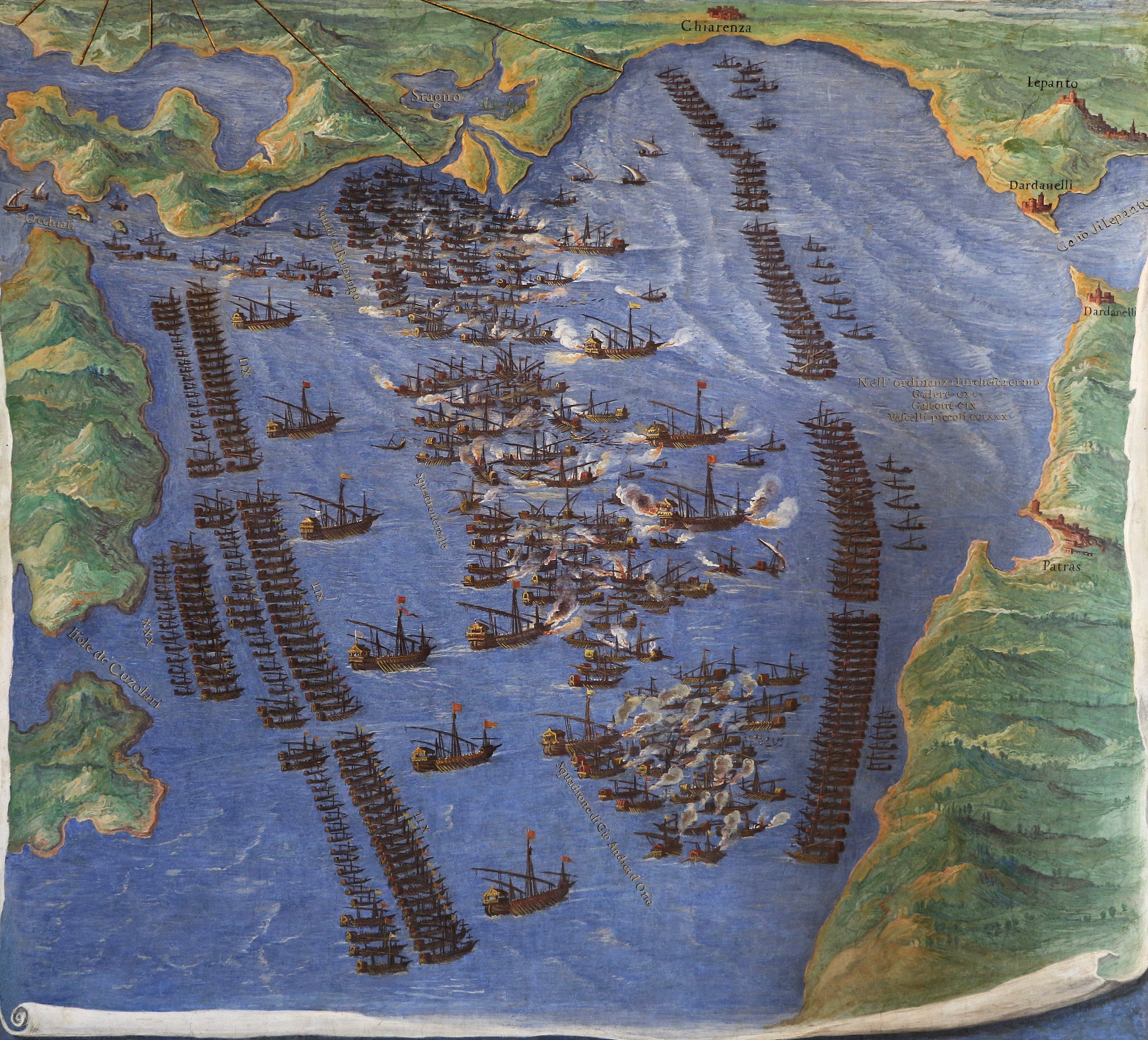
La bataille de Lépante (Venise, musée d'histoire de la marine).

Depuis le début du XVIe siècle, les Ottomans pratiquent des razzias en Méditerranée occidentale. Débarquant sur les côtes italiennes, provençales ou espagnoles, ils pillent les villes du littoral et emmènent certains habitants en esclavage. Rompant avec cette tactique sans système, les Ottomans décident de prendre définitivement l'initiative sur mer en s'opposant de front aux Génois et aux Vénitiens. À une rivalité stratégique (le contrôle de la Méditerranée occidentale), s'ajoute en arrière-plan la rivalité religieuse traditionnelle entre chrétienté et islam. En 1570, les Ottomans s'emparent de Chypre au terme d'une conquête brutale (plus de 20 000 habitants de Nicosie sont mis à mort). Sous le nom de Sainte Ligue, le pape Pie V appelle à la croisade, et réussit à constituer une alliance entre la république de Venise, les royaumes espagnols de Naples et de Sardaigne, et quelques autres puissances.
Au matin du 7 octobre 1571, une flotte chrétienne commandée par le prince espagnol Juan d´Autriche partie de Messine intercepte la flotte ottomane en provenance de Lépante, dans le golfe de Patras, au large de la Grèce. Il s'ensuit une retentissante victoire de la flotte chrétienne (essentiellement vénitienne et espagnole) : cette bataille, qui a détruit l'essentiel de la flotte de guerre ottomane, confirme l’hégémonie espagnole sur l'ouest de la Méditerranée et met un coup d’arrêt à la progression ottomane en Europe. Cependant, les dissensions entre alliés empêchent de poursuivre l'avantage, et les projets de reconquête des Dardanelles, voire de Constantinople, doivent être abandonnés. Les Ottomans reconstituent rapidement leur flotte et reprennent le contrôle de la Méditerranée orientale. Venise, ruinée par la guerre et l'interruption de son commerce avec l'Orient, négocie avec les Ottomans et leur reconnaît par traité le 7 mars 1573 la possession de Chypre, pourtant objet originel du conflit.
L’expansionnisme ottoman est en revanche irréversiblement marqué par la défaite de Lépante. S'ils ont rapidement remplacé les navires, les Ottomans n'ont jamais vraiment pu se remettre de la perte de 30 000 hommes, souvent hautement qualifiés — marins, rameurs, archers embarqués. Grâce à leur alliance avec la France, en lutte contre l'Espagne, les Ottomans réussissent toutefois à parachever leur conquête du Maghreb (prise de Tunis en 1574).

### La longue guerre

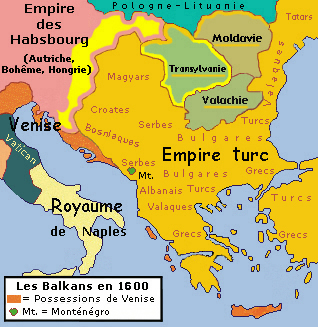
Carte des Balkans vers 1600.

Dès l’automne 1594, Michel le Brave, prince de Valachie, refuse de payer le tribut et mène une campagne vigoureuse contre les Ottomans, conquérant de nombreux ports du bas-Danube : Giurgiu, Brăila, Hârșova et Silistra ; ses alliés contiennent les armées ottomanes en Moldavie, notamment à Iași. Michel s’enfonce peu à peu en territoire ottoman, prenant les forts de Nicopolis, Rîbnic et Chilia, et atteignant même l'ancienne capitale ottomane, Edirne.
En 1595, le pape Clément VIII obtient une alliance entre les puissances européennes chrétiennes contre l'Empire ottoman ; cette alliance, voulue par les Habsbourg soucieux de reprendre les territoires centraux de Hongrie, est signée à Prague par l'Empereur Rodolphe II et Sigismond Ier Báthory de Transylvanie. Le prince Aaron le Tyran de Moldavie et Michel le Brave de Valachie rejoignent l'alliance plus tard dans l'année. À ce moment, le sultan Mehmed III peut, de son côté, envisager de s’emparer de Vienne, désormais à une centaine de kilomètres de la frontière.
Dans le conflit qui suit, la maîtrise de la ligne fortifiée du Danube est la clef du succès : aussi, la guerre se déroule-t-elle principalement dans une région correspondant approximativement à l'Ouest de la Hongrie actuelle, au Sud de la Slovaquie moderne, à la Bulgarie, à la Serbie et au Sud de la Roumanie.
En 1595, l’armée impériale des Habsbourg s’empare de forteresses stratégiques sur les rives du Danube, mais quelques mois plus tard, les Ottomans prennent d’assaut la ville d’Eger.
La bataille de Călugăreni, affrontement décisif entre Ottomans et Valaques, est pour le prince Michel une victoire à la Pyrrhus. Très affaibli par ses pertes en hommes, il se replie et attend en vain l’aide des Habsbourg jusqu’en 1599. La bataille de Keresztes, qui se déroule du 24 au 26 octobre 1596 en Hongrie, marque le tournant de la guerre. Les forces combinées des Habsbourg et des Transylvains (soit 45 à 50 000 hommes) sont taillées en pièces par une armée turco-tatare deux fois plus nombreuse.
La suite du conflit est marquée par une suite d'affrontements entre princes hongrois, vassaux des Ottomans, et troupes valaques (bataille de Goroszló en août 1601, bataille de Braşov en 1603). Les Habsbourg ravagent finalement la Transylvanie mais leurs lignes, trop étendues, ne leur permettent pas de s’y établir sans disposer de la place de Buda. Les Ottomans, en difficulté dans leur guerre avec la Perse, acceptent finalement, pour fixer la frontière du Danube, de signer le Traité de Zsitvatorok le 11 novembre 1606. Ce traité, qui met un terme au tribut annuel imposé jusque-là au Saint Empire, constitue ainsi une victoire stratégique des Habsbourg.

### Le Saint-Empire menacé

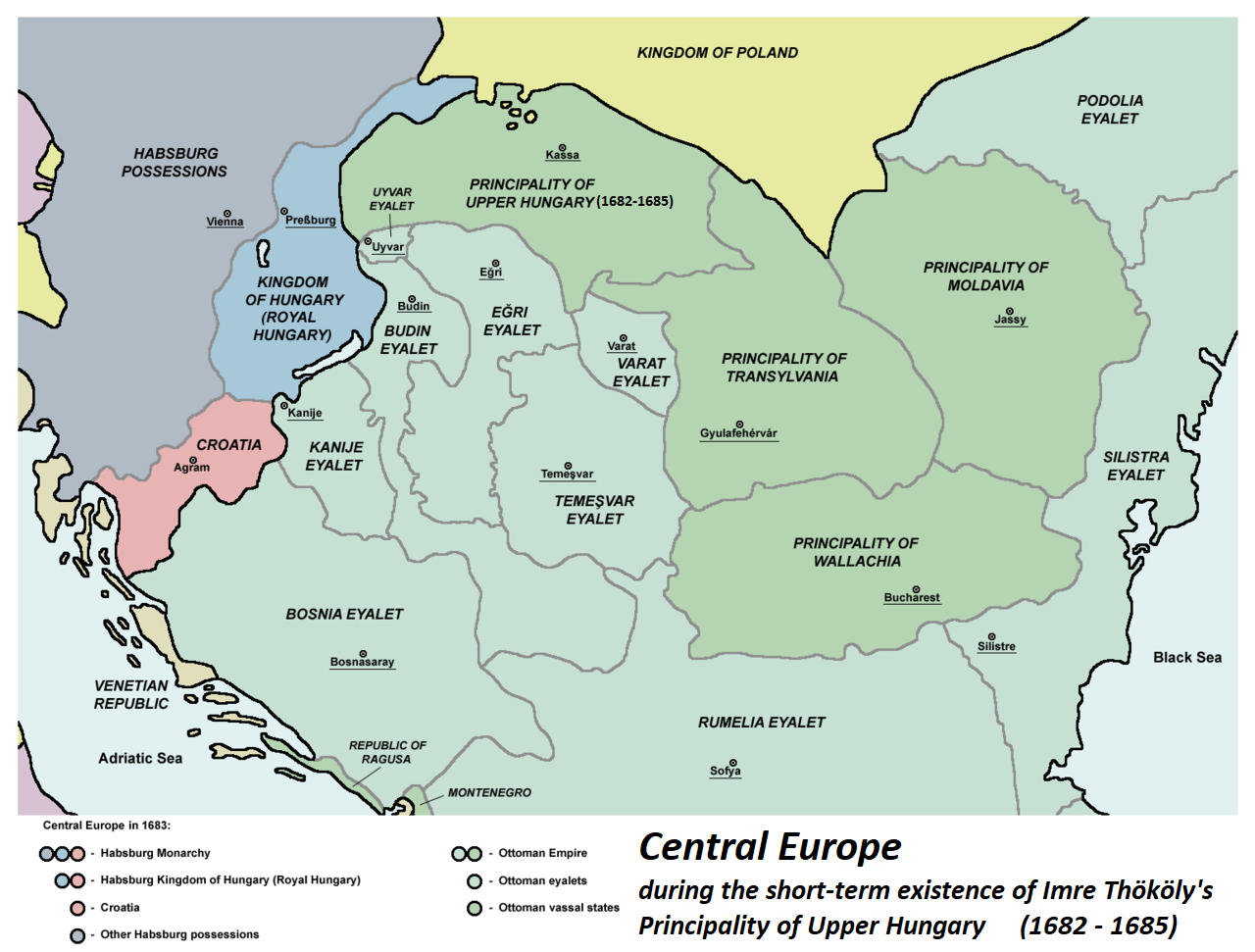
Les frontières européennes de l'Empire ottoman à leur extension maximum (1683).

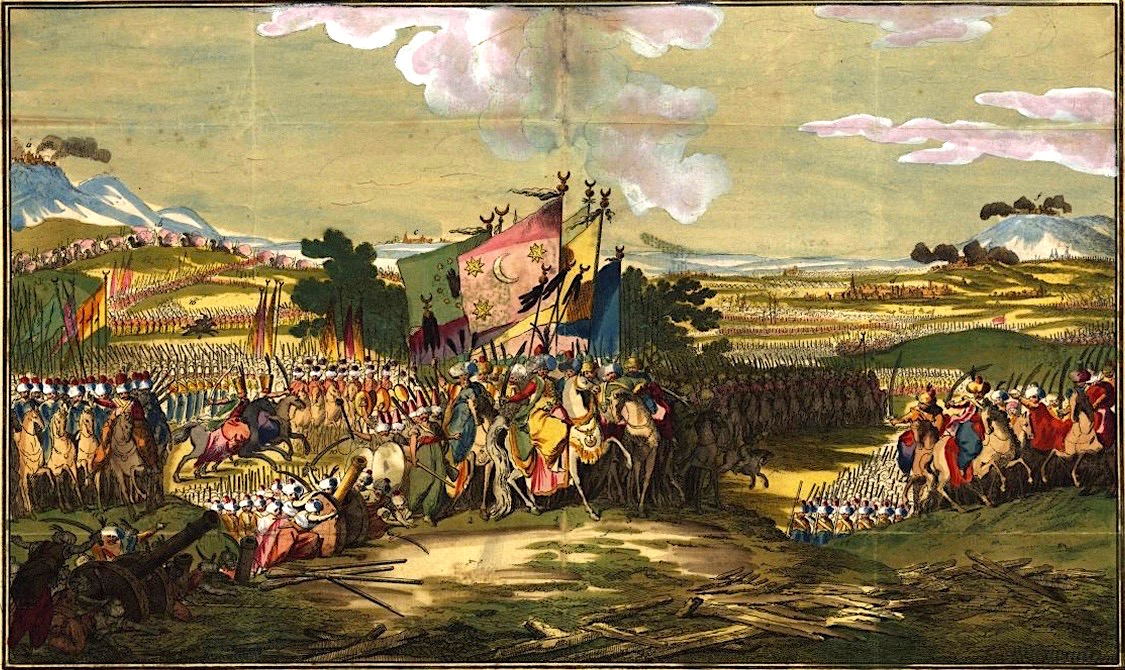
Parade de l'armée ottomane près de Sofia ; les forteresses alentour tirent des coups de canon (gravure allemande, 1788). C'était une manière d'affirmer la domination du sultan sur ses sujets, musulmans ou non, et d'inciter les jeunes paysans à s'engager.

Siège et assaut de Vienne en septembre 1683. Tableau monumental du musée d'histoire militaire de Vienne.

Après l'échec des pourparlers en vue d'une paix durable entre l’Empire ottoman et le Saint Empire, le grand vizir Ahmed Köprülü avait réuni le 12 avril 1663 une armée d'invasion d'environ 100 000 hommes à Edirne. Son objectif, Buda, fut atteint fin juin. Le 7 août, les Ottomans vainquirent l'armée impériale dans la région de Gran. La chute de la forteresse de Neuhäusl (aujourd'hui Nové Zámky), le 25 septembre, fut un coup dur pour les Habsbourg. Le Grand Vizir repartit avec son armée à Belgrade prendre ses quartiers d'hiver. Avec près de 40 000 hommes, il entreprit le 8 mai 1664 une nouvelle campagne contre l'Empire des Habsbourg. Une partie des forces impériales, sous les ordres du général Raimondo Montecuccoli, tenta sans succès de s'emparer du fort de Canischa avant d’affronter les Ottomans. Montecuccoli décida de se replier.
Comme les Ottomans s'approchaient, il vint des renforts de toute l'Allemagne : de Bavière, de Souabe, de Hanovre, de Westphalie, de Franconie et même un corps auxiliaire français. Ces troupes, environ 25 000 hommes, prirent position le 30 juillet 1664 autour de Mogersdorf, les Ottomans ayant établi leur camp à Saint-Gothard (Szentgotthárd).
Comme les Impériaux s'étaient hâtés de franchir le fleuve Raab, le Grand Vizir Ahmed Köprülü, persuadé que toutes les troupes ennemies n'étaient pas encore parvenues à Mogersdorf, fit mettre son armée en ordre de bataille. Après une nuit de tirs d’artillerie, 12 000 Turcs partirent à l'assaut au matin du 1er août. Au terme d'un sanglant combat qui dura dix heures, Montecúccoli sortit vainqueur : les Ottomans venaient de perdre en un seul jour 10 000 hommes, tandis que les Impériaux ne déploraient que 2 000 victimes ; mais les Ottomans perdirent surtout leur réputation d'invincibilité, car pour la première fois une de leurs armées était défaite en bataille rangée par une armée occidentale. Le 10 août 1664, l’empereur Léopold Ier et le Grand vizir Ahmed Köprülü conclurent une trêve de 20 ans, la Paix de Vasvár. Les deux belligérants, en effet, avaient désormais d'autres soucis : le Grand vizir voulait mettre un terme à la guerre avec Venise autour de la possession de la Crète, qui durait depuis 19 ans ; l'empereur pourrait, lui, enfin se retourner contre le roi de France Louis XIV, dont l'expansionnisme menaçait les marches occidentales du Saint Empire.
Pourtant, en 1682, au terme de presque 20 ans, la guerre éclata de nouveau. Encouragé par Louis XIV et les premiers succès de la rébellion anti-habsbourg des Kurucs menée par le prince Imre Thököly en Haute-Hongrie, le sultan Mehmed IV marcha le 31 mars 1683 avec près de 150 000 hommes depuis Edirne sur Belgrade, qu’il atteignit début mai. Ce n’est que le 27 juin que le sultan décida que Vienne serait le but de cette campagne. Pendant ce temps, le général des impériaux, le duc Charles de Lorraine, partit à l'assaut des forteresses de Neuhäusl et Gran, en Haute-Hongrie, guidé par le précepte que « la meilleure défense est l’attaque ». Ayant remarqué que les Ottomans marchaient directement sur Vienne et menaçaient ainsi de le couper de ses arrières, il se replia avec 30 000 hommes à Vienne, surveillant avec sa cavalerie la rive nord du Danube tandis que son infanterie était commise à la défense de la ville. Sur la prière de ses conseillers, l'Empereur avait quitté Vienne, ce qu'il devait regretter par la suite, car cet acte lui aliéna la faveur du peuple pour la fin de son règne. Ainsi, 11 000 impériaux et 5 000 hommes des milices bourgeoises, sous les ordres du comte Ernst-Rüdiger von Starhemberg participaient à la défense de Vienne. Le 14 juillet 1683, le siège commençait, et dura deux mois. Au matin du 12 septembre, une armée de secours forte de 80 000 hommes, commandée par le roi de Pologne Jean III Sobieski et le duc Charles de Lorraine, attaqua les assiégeants par les hauteurs du Kahlenberg et les défit.

### Conquête de la Hongrie par les Habsbourg

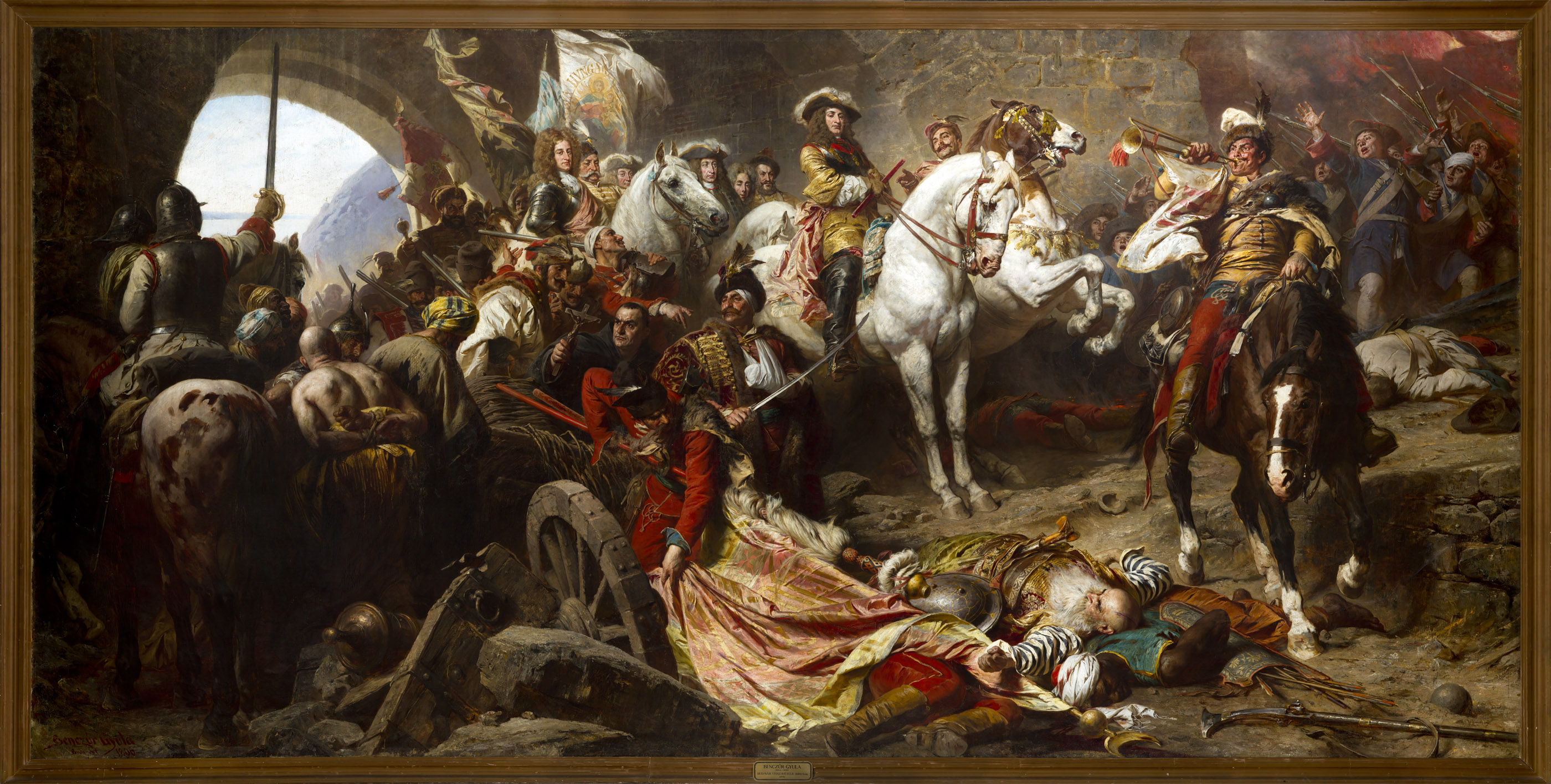
Prise du château de Buda par le duc de Lorraine Charles V en 1686 (Gyula Benczúr)

En 1684, à l'appel du pape Innocent XI, le Saint Empire, le royaume de Pologne et la république de Venise formèrent la Sainte-Ligue (1684) sous l'égide du Capucin Marc d'Aviano. Charles de Lorraine, beau-frère de l'Empereur, entreprit une nouvelle campagne contre Buda avec une armée de 18 000 soldats. Le 13 juin, après que le gros de l'armée eut franchi le Danube dans les environs de Gran, l'avant-garde de l'armée impériale, commandée par Maximilian Lorenz von Starhemberg (de) et le margrave Louis-Guillaume de Bade-Bade (Türkenlouis), parut sous les murs de Visegrád le 15 juin. Le lendemain, la place de Gran, en dépit de ses importantes fortifications, fut enlevée par l'armée du Saint Empire, l'une des portes ayant été détruite par des tirs d'artillerie. Malgré les objurgations de Marc d'Aviano, la garnison ottomane fut passée au fil de l'épée et la ville mise à sac. Seuls quelques défenseurs parvinrent à se replier dans la citadelle qui surplombait la ville. Ils capitulèrent au bout de 36 heures, le 18 juin.
Le 27 juin, l'armée du Saint Empire se heurtait dans les environs de Vác à une armée ottomane forte de 17 000 hommes. Malgré la position favorable des Ottomans, Charles de Lorraine ordonna l'assaut et fit donner son artillerie. Le corps d'armée central était commandé par Maximilian Lorenz von Starhemberg. Après un bref combat, il prit le dessus. Vác elle-même tomba le même jour aux mains de Impériaux. Le 30 juin, le gros de l’armée du Saint Empire pénétrait dans Buda, que les Ottomans venaient d'abandonner après l'avoir incendiée. Après avoir repassé le Danube à Vàc, l'armée impériale, forte de 34 000 hommes, mit le siège devant Buda le 14 juillet 1684, jour anniversaire du début du siège de Vienne. La place était défendue par quelque 10 000 Ottomans disposant d'un feu de 200 canons. Le siège fut abandonné au bout de 109 jours à cause des intempéries, du moral catastrophique des troupes, et de l'annonce que les Ottomans avaient réussi à mobiliser une armée de secours.
Ce n'est que lors de la campagne suivante que, le 2 septembre 1686, les troupes de la Ligue s'emparèrent de Buda. De là, elles purent année après année libérer le royaume multi-ethnique de Hongrie par les batailles de Zenta et de Peterwardein. Louis-Guillaume de Bade-Bade, surnommé « Louis le Turc » (Türkenlouis), et le Prince Eugène de Savoie-Carignan, s'illustrèrent au cours de ces années.
Alliée au Saint-Empire romain germanique par la Sainte-Ligue, la république de Venise avait depuis 1684 repris aux Ottomans la presqu'île de Morée (Péloponnèse). Désormais le Saint Empire prenait le dessus sur l’Empire ottoman en Europe.

### La guerre à l'Est: Russes et Tatars

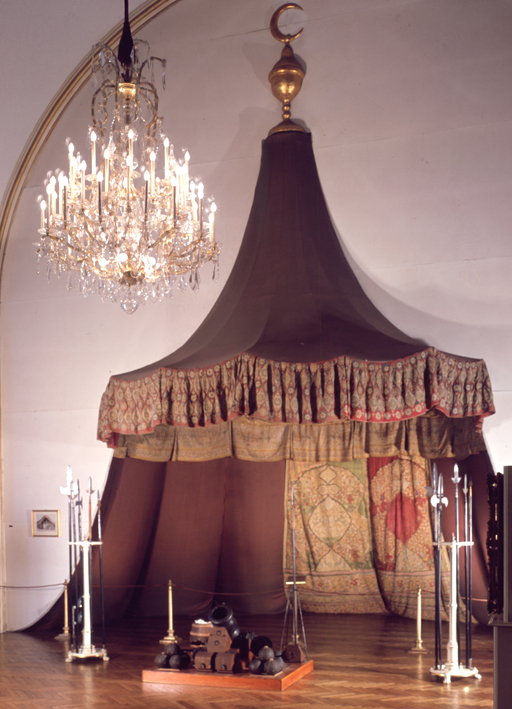
Tente princière ottomane, début du XVIIIe siècle ; au premier plan le mortier de Belgrade (Musée Historique des Armées de Vienne).

Le khanat de Crimée, vassal du Sultan ottoman depuis 1478, entretient une guerre intermittente contre les puissances chrétiennes de l'est de l'Europe : principauté de Moldavie, union polono-lituanienne puis tsarat de Russie. Les raids de pillage sont menés de part et d'autre, Tatars contre cosaques. L'est de l'Europe est un fructueux réservoir d'esclaves pour les Ottomans. Certains sont affranchis et deviennent célèbres (cas de Roxelane, épouse de Soliman le Magnifique, ou de l'exploratrice Florence Baker rachetée et libérée par son futur époux).
À partir de la fin du XVIIe siècle, la Russie s'étend sans cesse vers le sud et l'ouest. En 1739, elle fait sienne la croisade de l’Église orthodoxe : la libération de Constantinople ; car non seulement les tsars se voient comme les héritiers de l’empire byzantin, mais ils se font les protecteurs des chrétiens orthodoxes de l'Empire ottoman. Il s'y ajoute la question du libre passage des détroits maritimes, clef de la suprématie économique. En 1783, la Crimée passe sous la domination russe.
Les guerres de la Russie contre les Ottomans tournent à l'avantage de la première qui gagne sans cesse en influence, en territoires et en populations. Peu à peu l'Empire ottoman s'affaiblit et passe pour l’« Homme malade de l'Europe ». La position des autres États européens se met à évoluer : désormais, leur intérêt passe par un maintien de l'intégrité de l’Empire ottoman afin non seulement de préserver leurs relations économiques et de ménager la stabilité politique des Balkans, mais aussi de contenir l'expansionnisme de la Russie, et de s'opposer à son hégémonie à l'est. C'est pourquoi ils soutiennent les Ottomans contre les Russes dans la guerre de Crimée et s’opposent en 1878 à une reconquête russe de Constantinople.

### Les guerres d'indépendance balkaniques
Après leur retrait de Hongrie durant le XVIIe, les Ottomans restèrent sur la défensive tout au long du XVIIIe et du XIXe siècle. C'est durant ce dernier siècle que les peuples soumis par les Ottomans plus de 300 ans auparavant osèrent exprimer leurs aspirations à l'émancipation. Peu à peu, les différents peuples s'organisèrent et se soulevèrent contre un Empire ottoman lent à se réformer et incapable d'établir l'égalité politique entre tous ses sujets, le firman impérial de 1856 qui l'instituait n'ayant pas été appliqué. Le rêve d'un Empire chrétien uni, ou d'une république fédérale laïque, échoua et les Balkans devinrent le nouvel enjeu des luttes d'influence auxquelles se livraient les grandes puissances durant la fin du XIXe siècle et le début du XXe. Les peuples balkaniques se divisèrent (ou furent divisés au congrès de Berlin) et fondèrent de petits États dont les frontières suscitèrent de nombreuses tensions, voire des guerres entre les nouveaux États, en raison de l'enchevêtrement des communautés et, par conséquent, de la superposition des revendications territoriales. Ces conflits trouvèrent leur paroxysme en 1914, lorsque l'attentat de Sarajevo servit de prétexte au déclenchement de la Première Guerre mondiale.

## Conséquence des guerres ottomanes en Europe

### Aspect politique
L’irruption dans les Balkans d'une armée numériquement très supérieure à ce que l'Europe, composée d'États morcelés, pouvait aligner dans des délais limités, a généralement provoqué l'effroi dans les cours chrétiennes, particulièrement aux XVIe et XVIIe siècles. Martin Luther n'était pas seul à estimer que les Ottomans étaient un châtiment de Dieu censé faire expier leurs péchés et leur division religieuse aux Chrétiens ; toutefois, le réformateur saxon se ressaisit ensuite et, dans sa Guerre contre les Turcs (1529) exhorte ses coreligionnaires à combattre le « fléau de Dieu » avec la dernière vigueur.

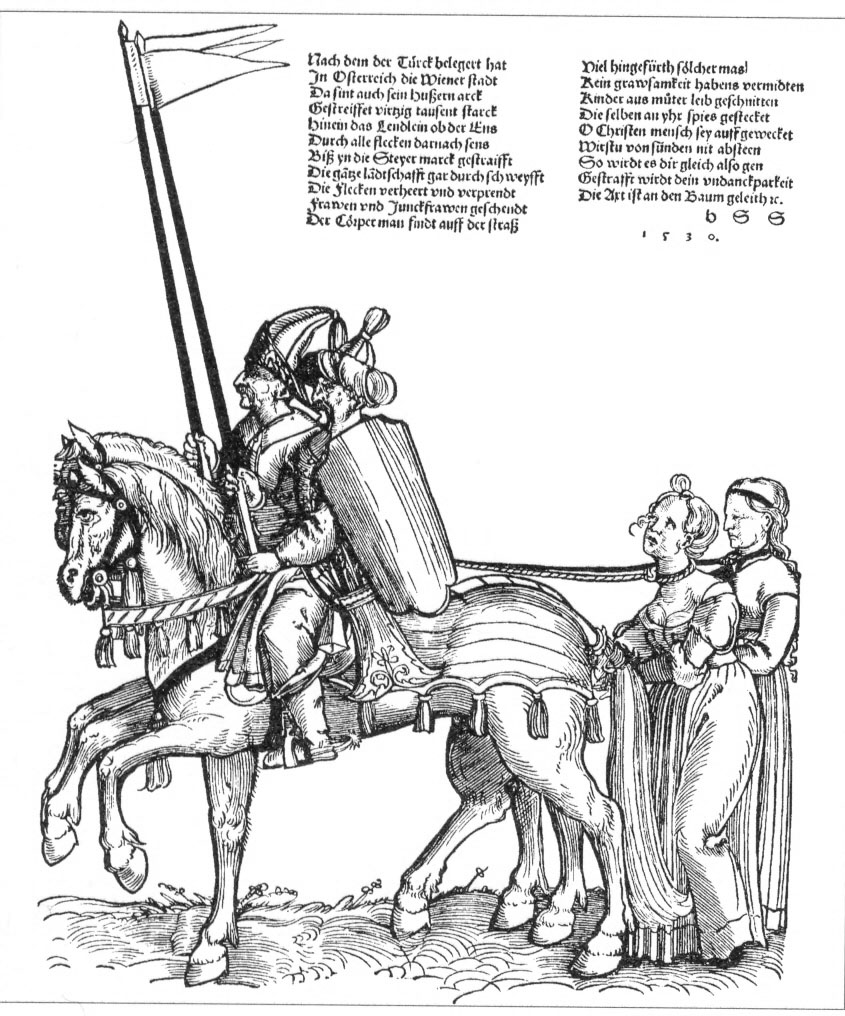
L'esclavagisme musulman (1530).

Les expressions Türkengefahr (all.), ou mamma li Turci (ital.) traduisaient l’effroi des cours européennes devant l’expansion continuelle de l’Empire ottoman et la menace que faisait peser cette puissance musulmane sur l’Occident chrétien. Il se développa jusqu'au XVIIe siècle une littérature de manifestes, les Turcica, appelant à la mobilisation contre cette menace. La notion de menace turque a continué d’être exploitée à des fins politiques par les Habsbourg dans le monde germanophone tout au long du XIXe siècle, et propagée dans les manuels d’histoire autrichiens même après 1950.
Au XVIe siècle, près de 2 500 écrits contre les Turcs furent publiés (dont plus de 1 000 en haut-allemand) : le frontispice de ces publications diffuse l'image du « Turc sanguinaire et impie. » De 1480 à 1610, il a paru ainsi deux fois plus de livres sur ce sujet que sur les découvertes au Nouveau Monde.
La France s'allia à plusieurs reprises aux Ottomans, et même la Suède n'hésita pas à déclarer la guerre à ses voisins lorsque ceux-ci étaient aux prises avec la Porte. La Pologne-Lituanie s'allia épisodiquement au Khanat des Tatars de Crimée au XVIIe siècle. Au cours des deux siècles suivants, les patriotes polonais n'hésiteront pas à rechercher l'appui des Ottomans.

### Aspect militaire

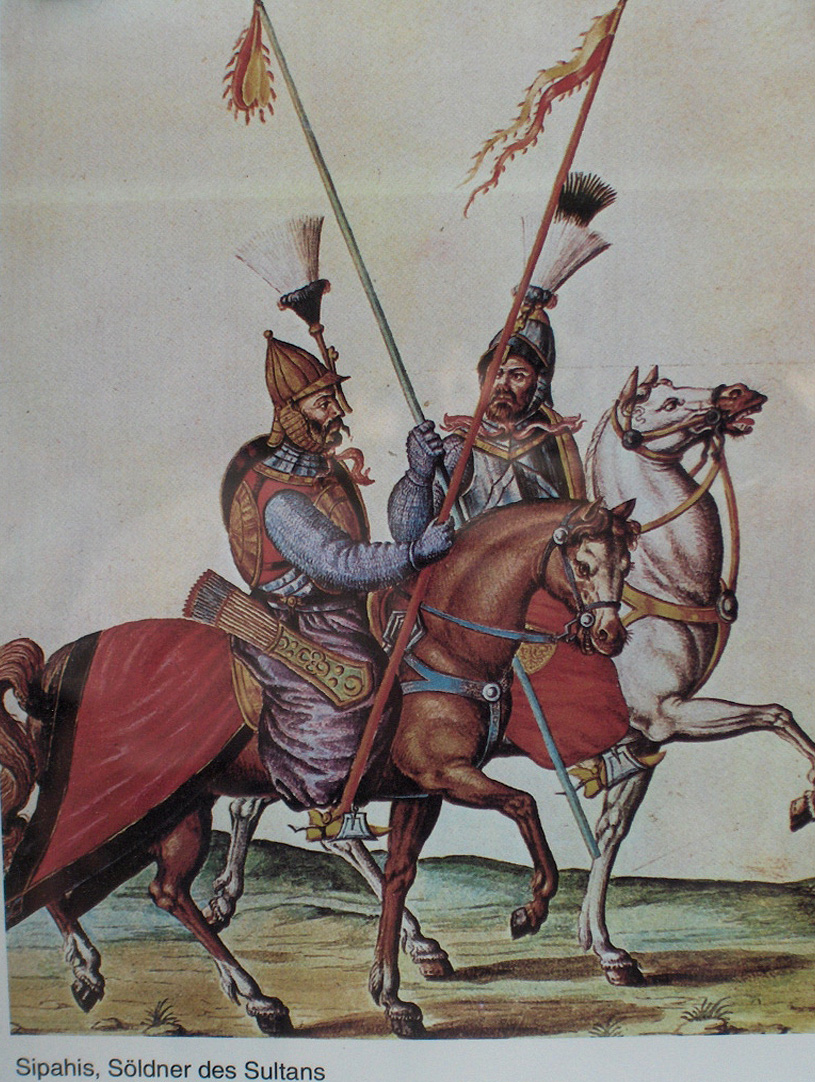
Cavaliers sipahis à la bataille de Vienne

Les puissances orthodoxes se livrèrent, aux XVe et XVIe siècles, de sanglants combats entre elles, n'hésitant pas à appeler les Ottomans à l'aide lorsque le sort leur devenait contraire. Selon les historiens allemands Clewitt et Schmitt, la majorité des combattants de l'armée ottomane n'étaient pas des musulmans turcophones d’Anatolie ; dès le début, ils étaient recrutés massivement parmi les peuples des marches : Grecs, Bulgares, Albanais, Serbes, Bosniaques et Valaques. Pour faire carrière dans l'armée ottomane, il n'était d'ailleurs pas requis de se convertir à l'Islam, et les peuples alliés des Ottomans étaient très majoritairement des chrétiens orthodoxes. Aussi, Clewitt estime-t-il que l'invasion des Balkans ne fut pas tant une invasion d'Asiatiques qu'une espèce de guerre civile opposant alliés et ennemis des Ottomans.
Dans les Balkans assujettis aux Ottomans, les disettes consécutives aux rapines, les discriminations fiscales (cf. le statut des confessions dans l'Empire ottoman et la double-imposition des non-musulmans), enfin le « tribut du sang » prélevé sur les populations chrétiennes, suscitent une forme de résistance à l'occupant, les Haïdouks.
Du côté des Habsbourg, la permanence de la menace ottomane a amené graduellement le Saint Empire à militariser ses marches orientales, divisées en quatre généralités, ou « banats » (Croatie, Slavonie, Temesvár et Transylvanie). Au début du XVIe siècle, ils repeuplent ces territoires en y accueillant des chrétiens orthodoxes fuyant l'Empire ottoman. Moyennant l'exemption de l'impôt, ces réfugiés doivent, en cas d'invasion ottomane, prendre les armes comme troupes auxiliaires (« pandoures »). Le Saint Empire vote des crédits de guerre spécifiques (cf. impôt de guerre) à chaque campagne contre les Ottomans.